# Karel Bourbon z Obojí Sicílie
Karel Bourbonsko-Sicilský (Carlos Maria Alfonso Marcelo; 16. ledna 1938, Lausanne – 5. října 2015, Retuerta del Bullaque) byl za vlády svého bratrance Juana Carlose a krále Filipa VI. posledním španělským infantem.
Byl také vévodou z Kalábrie a jedním ze dvou pretendentů na vedoucí roli (hlavu) dynastie, která vládla království obojí Sicílie, než se v roce 1861 začlenilo do Italského království. Navíc byl velmistrem jedné ze tří větví Konstantinova řádu sv. Jiří.

## Mládí a vzdělání
Druhé ze tří dětí a jediný syn infanta Alfonsa Bourbonsko-Sicilského a princezny Alice Bourbonsko-Parmské se narodil během exilu svých rodičů, kdy byli vyhnáni ze Španělské republiky a žili v Lausanne ve Švýcarsku. Jako starší syn prince Karla Bourbonsko-Sicilského a Mercedes Španělské (1880–1904), nejstaršího dítěte španělského krále Alfonsa XII., byl jeho otec Alfonso od smrti své matky při porodu do narození syna matčina bratra Alfonsa XIII. v roce 1907 dědicem španělského trůnu. Kdyby byl pokus Matea Morrala o zavraždění španělského krále Alfonsa XIII. úspěšný, stal by se v té chvíli španělským králem Infant Alfons, Karlův otec.
Karel chodil do školy bok po boku se svým o jedenáct dní starším bratrancem, budoucím králem Juanem Carlosem; nejdříve navštěvovali školu ve Švýcarsku, poté ve Španělsku. Karel byl vybrán španělským pretendentem, Janem Bourbonským, aby se stal spolubydlícím Juana Carlose na internátní škole, kterou se Don Jan a španělský diktátor Francisco Franco dohodli založit, aby přivedli potenciálního budoucího krále z exilu jeho rodiny v Portugalsku, aby mohl mít španělské vzdělání. Škola se nacházela ve venkovském domě Las Jarillas 10 mil severně od Madridu, který k těmto účelům poskytl markýz z Urquija.
V listopadu 1948 se Karel a Juan Carlos usadili ve škole, spolu s osmi vybranými syny aristokracie (a jedním prostým občanem, budoucím členem kabinetu José Luisem Leal Maldonado) a týmem lektorů vybraných Donem Janem, včetně ředitele, liberálního učence Josého Garrida a tradicionalistického kaplana Ignacia de Zulueta. V průběhu příštích dvou let, pod vedením Pedra Martíneze de Irujo y Cara, duqua de Sotomayora, byli princové pečlivě vzděláváni a představováni význačným Španělům, včetně samotného Franca, Leopolda Calva-Sotela a Fernanda Álvareze de Miranda. Princové poté studovali na Colegiata de San Isidro de Madrid a pak společně absolvovali kurzy práva na univerzitě v Madridu, po celou dobu zůstali blízkými přáteli.

## Rodina
Karel žil se svou rodinou v Madridu. Jejich jmění zahrnovalo zemědělské nemovitosti v Toledu a Ciudad Real. Také investovali do významných společností, včetně Respolu a společnosti Telefónica.

### Manželství
V dubnu 1961 se Karel na svatbě své starší sestry Terezy s Donem Iñigem Morenem, budoucím markýzem z Lauly, v Madridu setkal se svou budoucí manželkou, princeznou Annou Orleánskou. V květnu 1962 se setkali znovu v Athénách na svatbě infanta Juana Carlose s princeznou Sofií, dcerou řeckého krále Pavla; v průběhu týdenních svatebních oslav se při několika příležitostech objevovali společně. O dva měsíce později byla Anna pozvána na návštěvu do domu Karlových rodičů v Toledaně. Na konci roku 1963 bylo tajemství venku: francouzská zpravodajská média zobrazila pár společně a spekulovala o datu, kdy bude veřejně oznámeno zasnoubení královského páru.

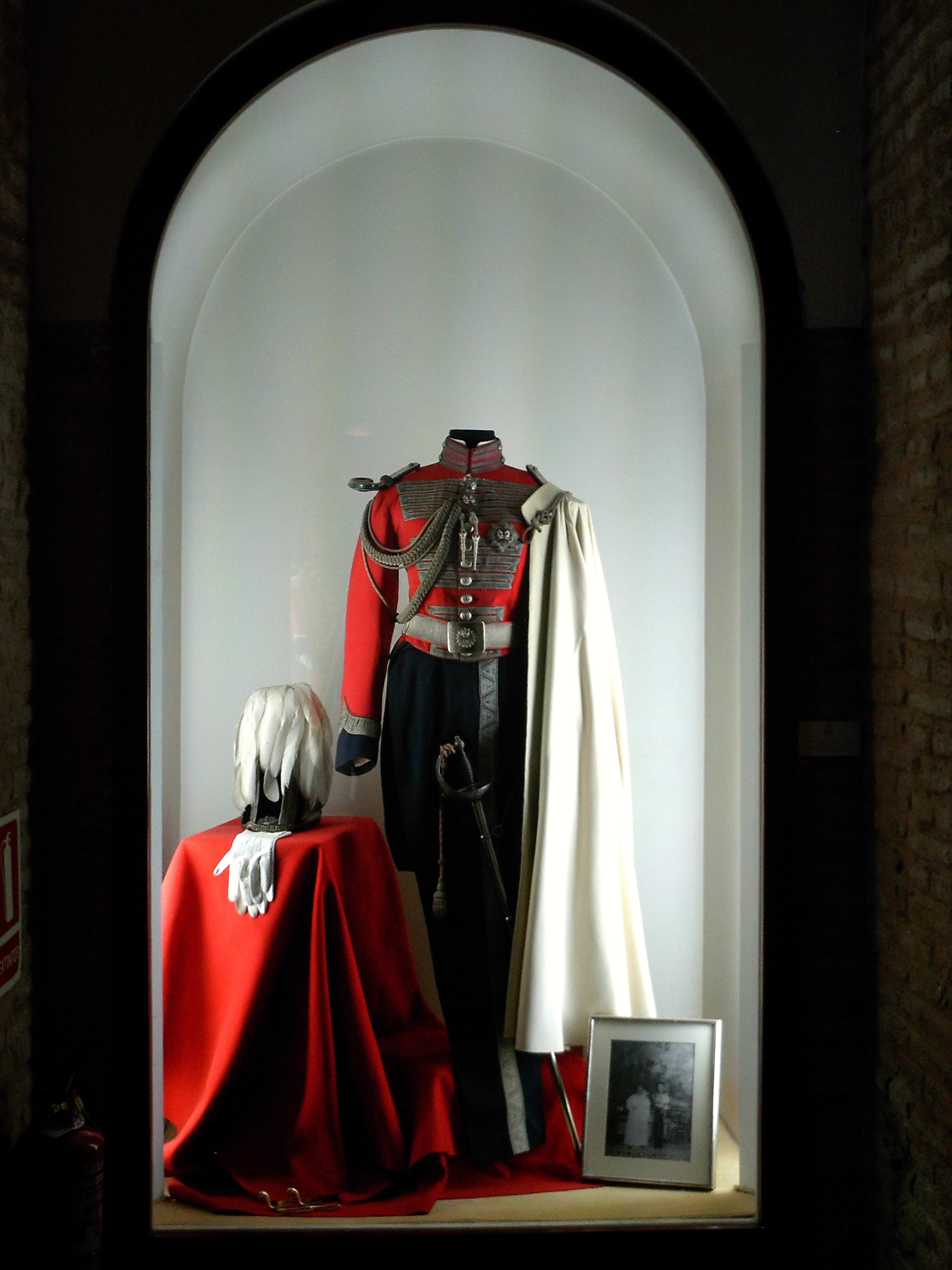
Karlova uniforma Real Maestranza de Caballería de Sevilla, kterou měl na sobě jako svědek na svatbě svého bratrance Juana Carlose v roce 1962

Přestože byli oba římskokatoličtí Bourboni, vypukla mezi otci páru neshoda ohledně dynastického nároku Karlova otce na dědictví sesazeného rodu Bourbon-Obojí Sicílie, jehož poslední nesporná hlava Ferdinand, vévoda z Kalábrie, zemřel v lednu 1960, aniž by měl syna. Karlův otec, infant Alfons, se prosadil jako právoplatný dědic, protože jeho zesnulý otec, Karel Bourbonsko-Sicilský (1870–1949), byl Ferdinandův nejstarší bratr. Annin otec Henri d'Orléans však potvrdil nárok Ferdinandova dalšího mladšího bratra, prince Ranieriho, vévody z Castra (1883–1973) jako hlavu dynastie, přičemž tvrdil, že Karel se vzdal sicilských práv pro sebe i své potomky, když se v roce 1901 oženil s pravděpodobnou španělskou dědičkou Mercedesem z Asturie, bezpochyby měl přitom na paměti, že jeho vlastní prohlášení za hlavu královského rodu Francie záviselo na platnosti z roku 1713, kdy vyšší bourbonský princ Filip z Anjou zřekl práv ve prospěch mladšího rodu Bourbon-Orléans. Henri d'Orléans odmítl dát ke sňatku souhlas, a tak byly plány mladého plánu zmařeny.
Karlův otec v roce 1964 zemřel a Karel tak díky své trpělivosti, vytrvalosti a kompromisu získal ruku své nevěsty. 250 hostů obdrželo jednu ze dvou různých pozvánek od rodičů nevěsty nebo ženicha; první zmiňovala sňatek nevěsty s "Jeho královskou Výsostí princem Karlem z Bourbonu", zatímco druhá oznamoval svatbu "francouzské princezny Anny" s "vévodou z Kalábrie". Dne 11. května 1965 v Louveciennes byli "milenci z Gothy" (jak pár nazval tisk) oddáni při civilním obřadu a následující den doprovázel pařížský hrabě svou dceru k oltáři u královské kaple v Dreux, orleánské tradiční farní kaple a nekropole, na katolický svatební obřad.

### Potomci
Za padesát let manželství se páru narodilo pět dětí - čtyři dcery a jeden syn:
- Princezna Kristýna Bourbonsko-Sicilská (* 15. března 1966, Madrid), 15. července 1994 se v Ciudad Real provdala za Pedra López-Quesada y Fernández-Urrutia (* 26. července 1964 v Madridu), bratrance belgické královny Fabioly. Mají spolu dvě děti:
  - Viktorie López-Quesada y de Borbón-Dos Sicilias (* 17. ledna 1997, Madrid)
  - Pedro López-Quesada y de Bórbon-Dos Sicilias (2003)
- Princezna Marie Bourbonsko-Sicilská (* 5. dubna 1967, Madrid), 13. července 1996 se v La Toledaně provdala za arcivévodu Simeona Rakouského (* 29. června 1958 v Jižním Kivu), syna arcivévody Rudolfa. Mají spolu pět dětí:
  - Arcivévoda Johannes Rudolf Antonio Maria Rakouský (* 29. října 1997, Hohenems)
  - Arcivévoda Ludwig Christian Fransikus Maria Rakouský (* 16. listopadu 1998, Grabs)
  - Arcivévodkyně Isabelle Rocio Maravillas Lourdes Rakouská (* 14. září 2000, Grabs)
  - Arcivévodkyně Carlotta Adelaïde Teresa Maria Rakouská (* 16. ledna 2003, Grabs)
  - Arcivévoda Philipp Jozef Christian Maria Rakouský (* 15. ledna 2007, Grabs)
- Princ Petr Bourbonsko-Sicilský (* 16. října 1968, Madrid), 30. března 2001 se v Madridu oženil se Sofií Landaluce y Melgareja (* 23. listopadu 1973 v Madridu), dcerou Josého Manuela Landaluce y Domínguez a Maríi de las Nieves Blanca Melgarejo y González. Spolu mají sedm dětí:
  - Princ Jaime Bourbonsko-Sicilský (* 26. června 1992, Madrid)
  - Princ Juan Bourbonsko-Sicilský (* 18. dubna 2003, Madrid)
  - Princ Pablo Bourbonsko-Sicilský (* 26. června 2004, Madrid)
  - Princ Pedro Bourbonsko-Sicilský (* 3. ledna 2007, Ciudad Real)
  - Princezna Sofía Bourbonsko-Sicilská (* 12. listopadu 2008, Madrid)
  - Princezna Blanca Bourbonsko-Sicilská (* 7. dubna 2011, Ciudad Real)
  - Princezna María Bourbonsko-Sicilská (* 5. března 2015, Ciudad Real)
- Princezna Inès Marie Bourbonsko-Sicilská (* 20. dubna 1971, Madrid), 13. října 2001 se v Toledu provdala za Nobile Michela Carrelli Palombi dei Marchesi di Raiana (* 17. září 1965 v Římě), synem Nobile Artura Carrelli Palombi dei Marchesi di Raiana a Patrizie Santoni. Mají spolu dvě dcery:
  - Nobile Teresa Carrelli Palombi dei Marchesi di Raiano (* 6. prosince 2003, Řím)
  - Nobile Blanca Carrelli Palombi dei Marchesi di Raiano (* 11. prosince 2005, Řím)
- Princezna Viktorie Bourbonsko-Sicilská (* 24. května 1976, Madrid), 27. září 2003 se provdala za Marka Nomika (* 29. října 1965 v Kifissii). Mají spolu čtyři děti:
  - Anastasios Nomikos (* 27. května 2005, Athény)
  - Carlos Nomikos (* 22. září 2008)
  - Simeon Nomikos (* 20. prosince 2012)
  - Ana Nomikos (* srpen 2006)

## Tituly a oslovení
- 16. ledna 1938 – 7. ledna 1960: Jeho královská Výsost princ Karel Bourbonsko-Sicilský
- 7. ledna 1960 – 3. února 1964: Jeho královská Výsost princ Karel, vévoda z Noto
- 3. února 1964 – 16. prosince 1994: Jeho královská Výsost princ Karel, vévoda z Kalábrie
- 16. prosince 1994 – 5. října 2015: Jeho královská Výsost Infant Karel Španělský, princ bournobsko-sicilský, vévoda z Kalábrie

## Erb

Heraldry of Infante Carlos, Duke of Calabria
Erb vévody z Noto (1960-1964)
Erb vévody z Kalábrie a pretendenta (1964-2015)
Erb rytíře řádu zlatého rouna (1964-2015)
Erb španělského infanta (1994-2015)

## Vývod z předků
|                          |                                  |  |                    |                                              |  |  |  |  |  |  |  | Ferdinand II. Neapolsko-Sicilský |
|                          |                                  |  |                    |                                              |  |  |  |  |  |  |  |                                  |
|                          | Alfons Neapolsko-Sicilský        |  |                    |                                              |  |  |  |  |  |  |  |                                  |
|                          |                                  |  |                    |                                              |  |  |  |  |  |  |  |                                  |
|                          |                                  |  |                    | Marie Terezie Izabela Rakouská               |  |  |  |  |  |  |  |                                  |
|                          |                                  |  |                    |                                              |  |  |  |  |  |  |  |                                  |
|                          | Karel Bourbonsko-Sicilský        |  |                    |                                              |  |  |  |  |  |  |  |                                  |
|                          |                                  |  |                    |                                              |  |  |  |  |  |  |  |                                  |
|                          |                                  |  |                    | František Neapolsko-Sicilský                 |  |  |  |  |  |  |  |                                  |
|                          |                                  |  |                    |                                              |  |  |  |  |  |  |  |                                  |
|                          | Marie Antonie Neapolsko-Sicilská |  |                    |                                              |  |  |  |  |  |  |  |                                  |
|                          |                                  |  |                    |                                              |  |  |  |  |  |  |  |                                  |
|                          |                                  |  |                    | Marie Izabela Toskánská                      |  |  |  |  |  |  |  |                                  |
|                          |                                  |  |                    |                                              |  |  |  |  |  |  |  |                                  |
|                          | Alfons, vévoda z Kalábrie        |  |                    |                                              |  |  |  |  |  |  |  |                                  |
|                          |                                  |  |                    |                                              |  |  |  |  |  |  |  |                                  |
|                          |                                  |  |                    | František Cádizský                           |  |  |  |  |  |  |  |                                  |
|                          |                                  |  |                    |                                              |  |  |  |  |  |  |  |                                  |
|                          | Alfons XII.                      |  |                    |                                              |  |  |  |  |  |  |  |                                  |
|                          |                                  |  |                    |                                              |  |  |  |  |  |  |  |                                  |
|                          |                                  |  |                    | Isabela II. Španělská                        |  |  |  |  |  |  |  |                                  |
|                          |                                  |  |                    |                                              |  |  |  |  |  |  |  |                                  |
|                          | Mercedes Španělská               |  |                    |                                              |  |  |  |  |  |  |  |                                  |
|                          |                                  |  |                    |                                              |  |  |  |  |  |  |  |                                  |
|                          |                                  |  |                    | Karel Ferdinand Rakousko-Těšínský            |  |  |  |  |  |  |  |                                  |
|                          |                                  |  |                    |                                              |  |  |  |  |  |  |  |                                  |
|                          | Marie Kristýna Rakouská          |  |                    |                                              |  |  |  |  |  |  |  |                                  |
|                          |                                  |  |                    |                                              |  |  |  |  |  |  |  |                                  |
|                          |                                  |  |                    | Alžběta Františka Marie Habsbursko-Lotrinská |  |  |  |  |  |  |  |                                  |
|                          |                                  |  |                    |                                              |  |  |  |  |  |  |  |                                  |
| Karel, vévoda z Kalábrie |                                  |  |                    |                                              |  |  |  |  |  |  |  |                                  |
|                          |                                  |  |                    |                                              |  |  |  |  |  |  |  |                                  |
|                          |                                  |  | Karel III. Parmský |                                              |  |  |  |  |  |  |  |                                  |
|                          |                                  |  |                    |                                              |  |  |  |  |  |  |  |                                  |
|                          | Robert I. Parmský                |  |                    |                                              |  |  |  |  |  |  |  |                                  |
|                          |                                  |  |                    |                                              |  |  |  |  |  |  |  |                                  |
|                          |                                  |  |                    | Luisa Marie Terezie z Artois                 |  |  |  |  |  |  |  |                                  |
|                          |                                  |  |                    |                                              |  |  |  |  |  |  |  |                                  |
|                          | Eliáš Parmský                    |  |                    |                                              |  |  |  |  |  |  |  |                                  |
|                          |                                  |  |                    |                                              |  |  |  |  |  |  |  |                                  |
|                          |                                  |  |                    | Ferdinand II. Neapolsko-Sicilský             |  |  |  |  |  |  |  |                                  |
|                          |                                  |  |                    |                                              |  |  |  |  |  |  |  |                                  |
|                          | Marie Pia Neapolsko-Sicilská     |  |                    |                                              |  |  |  |  |  |  |  |                                  |
|                          |                                  |  |                    |                                              |  |  |  |  |  |  |  |                                  |
|                          |                                  |  |                    | Marie Terezie Izabela Rakouská               |  |  |  |  |  |  |  |                                  |
|                          |                                  |  |                    |                                              |  |  |  |  |  |  |  |                                  |
|                          | Alice Bourbonsko-Parmská         |  |                    |                                              |  |  |  |  |  |  |  |                                  |
|                          |                                  |  |                    |                                              |  |  |  |  |  |  |  |                                  |
|                          |                                  |  |                    | Karel Ferdinand Rakousko-Těšínský            |  |  |  |  |  |  |  |                                  |
|                          |                                  |  |                    |                                              |  |  |  |  |  |  |  |                                  |
|                          | Bedřich Rakousko-Těšínský        |  |                    |                                              |  |  |  |  |  |  |  |                                  |
|                          |                                  |  |                    |                                              |  |  |  |  |  |  |  |                                  |
|                          |                                  |  |                    | Alžběta Františka Marie Habsbursko-Lotrinská |  |  |  |  |  |  |  |                                  |
|                          |                                  |  |                    |                                              |  |  |  |  |  |  |  |                                  |
|                          | Marie Anna Rakouská              |  |                    |                                              |  |  |  |  |  |  |  |                                  |
|                          |                                  |  |                    |                                              |  |  |  |  |  |  |  |                                  |
|                          |                                  |  |                    | Rudolf z Croy                                |  |  |  |  |  |  |  |                                  |
|                          |                                  |  |                    |                                              |  |  |  |  |  |  |  |                                  |
|                          | Isabela z Croy                   |  |                    |                                              |  |  |  |  |  |  |  |                                  |
|                          |                                  |  |                    |                                              |  |  |  |  |  |  |  |                                  |
|                          |                                  |  |                    | Natálie z Ligne                              |  |  |  |  |  |  |  |                                  |
|                          |                                  |  |                    |                                              |  |  |  |  |  |  |  |                                  |